# Rodes (unidade regional)
Rodes (em grego: Ρόδου) é uma unidade regional da Grécia, localizada na região do Egeu Meridional. É formada pelas ilhas de Rodes, Chalki, Kastelorizo, Simi, Tilos e várias outras ilhas menores no mar Egeu.

## Administração
Foi criada a partir da reforma administrativa instituída pelo Plano Calícrates de 2011, através de uma divisão da extinta prefeitura do Dodecaneso. É subdividida em 5 municípios; são eles (numerados conforme o mapa):
- Rodes (1)
- Chalki (2)
- Kastelorizo/Megísti (3)
- Simi (4)
- Tilos (5)